# Calcio ai Giochi della XXXII Olimpiade - Torneo femminile
Il torneo femminile di calcio ai Giochi della XXXII Olimpiade si è svolto dal 21 luglio al 6 agosto 2021 ed è stato ospitato da sette diversi stadi. Il torneo si sarebbe dovuto disputare tra il 22 luglio e il 7 agosto 2020, ma, così come tutte le competizioni dei Giochi della XXXII Olimpiade, è stato posticipato di un anno a causa della pandemia di COVID-19.

## Formato
Le dodici squadre partecipanti sono state divise in tre gironi all'italiana da quattro squadre, con ciascuna squadra che affronta tutte le altre una volta sola. Le prime due classificate e le due migliori terze accedono ai quarti di finale.

## Squadre partecipanti
| Torneo di qualificazione                | Date                           | Luogo           | Posti | Qualificate   |
| --------------------------------------- | ------------------------------ | --------------- | ----- | ------------- |
| Paese ospitante                         | 7 settembre 2013               | Argentina       | 1     | Giappone      |
| Campionato sudamericano 2018            | 4-22 aprile 2018               | Cile            | 1     | Brasile       |
| Coppa delle nazioni oceaniane 2018      | 18 novembre - 1º dicembre 2018 | Nuova Caledonia | 1     | Nuova Zelanda |
| Campionato mondiale 2019 (squadre UEFA) | 7 giugno - 7 luglio 2019       | Francia         | 3     | Gran Bretagna |
| Campionato mondiale 2019 (squadre UEFA) | 7 giugno - 7 luglio 2019       | Francia         | 3     | Paesi Bassi   |
| Campionato mondiale 2019 (squadre UEFA) | 7 giugno - 7 luglio 2019       | Francia         | 3     | Svezia        |
| Torneo Pre-Olimpico CONCACAF 2020       | 28 gennaio - 9 febbraio 2020   | Stati Uniti     | 2     | Canada        |
| Torneo Pre-Olimpico CONCACAF 2020       | 28 gennaio - 9 febbraio 2020   | Stati Uniti     | 2     | Stati Uniti   |
| Torneo Pre-Olimpico CAF 2020            | 5-10 marzo 2020                | Varie           | 1     | Zambia        |
| Torneo Pre-Olimpico AFC 2020            | 6-11 marzo, 8-13 aprile 2021   | Varie           | 2     | Australia     |
| Torneo Pre-Olimpico AFC 2020            | 6-11 marzo, 8-13 aprile 2021   | Varie           | 2     | Cina          |
| Play-off CAF-CONMEBOL                   | 10-13 aprile 2021              | Turchia         | 1     | Cile          |
| Totale                                  |                                |                 | 12    |               |

## Convocazioni
Il torneo femminile di calcio non ha restrizioni sull'età delle partecipanti. La rosa di ciascuna squadra deve essere composta da 18 componenti, dei quali almeno due devono avere il ruolo di portiere. Ciascuna squadra può avere un massimo di quattro calciatrici come riserva, nel caso di sostituzione per infortunio o causa di forza maggiore.

## Sorteggio dei gironi
Il sorteggio per la composizione dei gironi si è tenuto il 21 aprile 2021 a Zurigo, in Svizzera, presso la sede della FIFA. Le dodici squadre sono state suddivise in quattro urne secondo la classifica mondiale della FIFA aggiornata al 16 aprile 2021, la nazionale giapponese è stata inserita nella prima fascia e nello stesso girone non può essere presente più di una squadra per ciascuna confederazione.
| Fascia 1                         | Fascia 2                     | Fascia 3              | Fascia 4                  |
| -------------------------------- | ---------------------------- | --------------------- | ------------------------- |
| Giappone Stati Uniti Paesi Bassi | Svezia Gran Bretagna Brasile | Canada Australia Cina | Nuova Zelanda Cile Zambia |

## Fase a gironi
Le dodici nazionali partecipanti sono state suddivise in tre gironi da quattro squadre ciascuno, indicati come gironi E, F e G per evitare confusione coi gironi del torneo maschile, indicati come gironi dalla A alla D.
Si qualificano alla fase ad eliminazione diretta le prime due classificate di ciascun girone più le due migliori terze.
In caso di parità di punti tra due o più squadre di uno stesso girone, le posizioni in classifica verranno determinate prendendo in considerazione, nell'ordine, i seguenti criteri:
1. migliore differenza reti;
2. maggiore numero di reti segnate;
3. maggiore numero di punti negli scontri diretti tra le squadre interessate;
4. migliore differenza reti negli scontri diretti tra le squadre interessate;
5. maggiore numero di reti segnate negli scontri diretti tra le squadre interessate;
6. classifica del fair play:
  1. cartellino giallo: -1 punto,
  2. cartellino rosso da doppia ammonizione: -3 punti,
  3. cartellino rosso diretto: -4 punti,
  4. cartellino giallo e cartellino rosso diretto: -5 punti,
7. sorteggio.

### Girone E

#### Classifica finale
| Pos. | Squadra       | Pt | G | V | N | P | GF | GS | DR |
| ---- | ------------- | -- | - | - | - | - | -- | -- | -- |
| 1.   | Gran Bretagna | 7  | 3 | 2 | 1 | 0 | 4  | 1  | +3 |
| 2.   | Canada        | 5  | 3 | 1 | 2 | 0 | 4  | 3  | +1 |
| 3.   | Giappone      | 4  | 3 | 1 | 1 | 1 | 2  | 2  | 0  |
| 4.   | Cile          | 0  | 3 | 0 | 0 | 3 | 1  | 5  | -4 |

#### Risultati
| Arbitro: | Salima Mukansanga |

|                |           |  |
| White 18’, 72’ | Marcatori |  |

| Arbitro: | Edina Alves Batista |

|              |           |             |
| Iwabuchi 84’ | Marcatori | 6’ Sinclair |

| Arbitro: | Esther Staubli |

|           |           |                 |
| Araya 57’ | Marcatori | 39’, 47’ Beckie |

| Arbitro: | Anastasija Pustovojtova |

|  |           |           |
|  | Marcatori | 74’ White |

| Arbitro: | Melissa Borjas |

|  |           |            |
|  | Marcatori | 77’ Tanaka |

| Arbitro: | Kateryna Monzul' |

|          |           |                   |
| Leon 55’ | Marcatori | 85’ (aut.) Prince |

### Girone F

#### Classifica finale
| Pos. | Squadra     | Pt | G | V | N | P | GF | GS | DR  |
| ---- | ----------- | -- | - | - | - | - | -- | -- | --- |
| 1.   | Paesi Bassi | 7  | 3 | 2 | 1 | 0 | 21 | 8  | +13 |
| 2.   | Brasile     | 7  | 3 | 2 | 1 | 0 | 9  | 3  | +6  |
| 3.   | Zambia      | 1  | 3 | 0 | 1 | 2 | 7  | 15 | -8  |
| 4.   | Cina        | 1  | 3 | 0 | 1 | 2 | 6  | 17 | -11 |

#### Risultati
| Arbitro: | Kateryna Monzul' |

|  |           |                                                           |
|  | Marcatori | 9’, 74’ Marta 22’ Débinha 80’ (rig.) Andressa 89’ Beatriz |

| Arbitro: | Laura Fortunato |

|                     |           |                                                                                                   |
| Banda 19’, 82’, 83’ | Marcatori | 9’, 15’, 29’, 59’ Miedema 14’, 38’ Martens 45’ van de Sanden 64’ Roord 75’ Beerensteyn 80’ Pelova |

| Arbitro: | Melissa Borjas |

|                                    |           |                                           |
| Wang Shu. 6’, 22’, 23’, 83’ (rig.) | Marcatori | 15’ Kundananji 43’ (rig.), 46’, 69’ Banda |

| Arbitro: | Kate Jacewicz |

|                             |           |                                          |
| Miedema 3’, 59’ Janssen 79’ | Marcatori | 17’ Débinha 64’ (rig.) Marta 68’ Ludmila |

| Arbitro: | Salima Mukansanga |

|                                                                                       |           |                           |
| van de Sanden 12’ Beerensteyn 37’, 45+2’ Martens 47’, 70’ Miedema 65’, 76’ Pelova 72’ | Marcatori | 28’ Wang Sha. 69’ Wang Y. |

| Arbitro: | Yoshimi Yamashita |

|              |           |  |
| Andressa 19’ | Marcatori |  |

### Girone G

#### Classifica finale
| Pos. | Squadra       | Pt | G | V | N | P | GF | GS | DR |
| ---- | ------------- | -- | - | - | - | - | -- | -- | -- |
| 1.   | Svezia        | 9  | 3 | 3 | 0 | 0 | 9  | 2  | +7 |
| 2.   | Stati Uniti   | 4  | 3 | 1 | 1 | 1 | 6  | 4  | +2 |
| 3.   | Australia     | 4  | 3 | 1 | 1 | 1 | 4  | 5  | -1 |
| 4.   | Nuova Zelanda | 0  | 3 | 0 | 0 | 3 | 2  | 10 | -8 |

#### Risultati
| Arbitro: | Yoshimi Yamashita |

|                                  |           |  |
| Blackstenius 25’, 54’ Hurtig 72’ | Marcatori |  |

| Arbitro: | Lucila Venegas |

|                     |           |              |
| Yallop 20’ Kerr 33’ | Marcatori | 90+1’ Rennie |

| Arbitro: | Edina Alves Batista |

|                                            |           |               |
| Rolfö 20’, 63’ Hurtig 52’ Blackstenius 82’ | Marcatori | 36’, 48’ Kerr |

| Arbitro: | Stéphanie Frappart |

|             |           |                                                                              |
| Hassett 72’ | Marcatori | 9’ Lavelle 45’ Horan 63’ (aut.) Erceg 80’ Press 87’ Morgan 90+3’ (aut.) Bott |

| Arbitro: | Laura Fortunato |

|  |           |                         |
|  | Marcatori | 17’ Anvegård 29’ Janogy |

| Kashima 27 luglio 2021, ore 17:00 UTC+9 partita 18 | Stati Uniti             | 0 – 0 referto referto 2 | Australia | Kashima Soccer Stadium (0 spett.)\| Arbitro: \| Anastasija Pustovojtova \| |
| Arbitro:                                           | Anastasija Pustovojtova |                         |           |                                                                            |

### Raffronto tra le terze classificate
| Pos | Gir | Squadra   | Pt | G | V | N | P | GF | GS | DR |
| --- | --- | --------- | -- | - | - | - | - | -- | -- | -- |
| 1.  | E   | Giappone  | 4  | 3 | 1 | 1 | 1 | 2  | 2  | 0  |
| 2.  | G   | Australia | 4  | 3 | 1 | 1 | 1 | 4  | 5  | -1 |
| 3.  | F   | Zambia    | 1  | 3 | 0 | 1 | 2 | 7  | 15 | -8 |

## Fase a eliminazione diretta

### Tabellone
|  | Quarti di finale | Quarti di finale  | Quarti di finale |              |             | Semifinali  | Semifinali  | Semifinali |           |                 | Finale          | Finale          | Finale |  |
|  |                  |                   |                  |              |             |             |             |            |           |                 |                 |                 |        |  |
|  | 1E               | Gran Bretagna     | 3                |              |             |             |             |            |           |                 |                 |                 |        |  |
|  | 1E               | Gran Bretagna     | 3                |              |             |             |             |            |           |                 |                 |                 |        |  |
|  | 3F               | Australia (dts)   | 4                |              |             |             |             |            |           |                 |                 |                 |        |  |
|  | 3F               | Australia (dts)   | 4                |              | Australia   | Australia   | 0           |            |           |                 |                 |                 |        |  |
|  |                  |                   |                  |              | Australia   | Australia   | 0           |            |           |                 |                 |                 |        |  |
|  |                  |                   | Svezia           | Svezia       | 1           |             |             |            |           |                 |                 |                 |        |  |
|  | 1G               | Svezia            | Svezia           | Svezia       | 1           | 3           |             |            |           |                 |                 |                 |        |  |
|  | 1G               | Svezia            |                  |              |             |             |             |            |           |                 |                 |                 |        |  |
|  | 3E               | Giappone          | 1                |              |             |             |             |            |           |                 |                 |                 |        |  |
|  | 3E               | Giappone          | 1                |              | Svezia      | Svezia      | 1 (2)       |            |           |                 |                 |                 |        |  |
|  |                  |                   |                  |              |             |             |             |            |           |                 |                 |                 |        |  |
|  |                  |                   | Canada (dtr)     | Canada (dtr) | 1 (3)       |             |             |            |           |                 |                 |                 |        |  |
|  | 1F               | Paesi Bassi       | Canada (dtr)     | Canada (dtr) | 1 (3)       | 2 (2)       |             |            |           |                 |                 |                 |        |  |
|  | 1F               | Paesi Bassi       |                  |              |             | 2 (2)       |             |            |           |                 |                 |                 |        |  |
|  | 2G               | Stati Uniti (dtr) | 2 (4)            |              |             |             |             |            |           |                 |                 |                 |        |  |
|  | 2G               | Stati Uniti (dtr) | 2 (4)            |              | Stati Uniti | Stati Uniti | 0           |            |           | Finale 3º posto | Finale 3º posto | Finale 3º posto |        |  |
|  |                  |                   |                  |              | Stati Uniti | Stati Uniti | 0           |            |           |                 |                 |                 |        |  |
|  |                  |                   | Canada           | Canada       | 1           |             |             |            |           |                 |                 |                 |        |  |
|  | 2E               | Canada (dtr)      | Canada           | Canada       | 1           | 0 (4)       |             |            | Australia | Australia       | 3               |                 |        |  |
|  | 2E               | Canada (dtr)      |                  |              |             |             |             |            | Australia | Australia       | 3               |                 |        |  |
|  | 2F               | Brasile           | 0 (3)            |              |             | Stati Uniti | Stati Uniti | 4          |           |                 |                 |                 |        |  |

### Quarti di finale
| Arbitro: | Stéphanie Frappart |

|                                       |                      |                                       |
| Sinclair Fleming Lawrence Leon Gilles | Tiri di rigore 4 – 3 | Marta Débinha Érika Andressa Rafaelle |

| Arbitro: | Salima Mukansanga |

|                      |           |                                        |
| White 57’, 66’, 115’ | Marcatori | 35’ Kennedy 89’, 106’ Kerr 103’ Fowler |

| Arbitro: | Lucila Venegas |

|                                                 |           |            |
| Eriksson 7’ Blackstenius 53’ Asllani 68’ (rig.) | Marcatori | 23’ Tanaka |

| Arbitro: | Kate Jacewicz |

|                                      |                      |                              |
| Miedema 18’, 54’                     | Marcatori            | 28’ Mewis 31’ Williams       |
| Miedema Janssen van der Gragt Nouwen | Tiri di rigore 2 – 4 | Lavelle Morgan Press Rapinoe |

### Semifinali
| Arbitro: | Kateryna Monzul' |

|  |           |                    |
|  | Marcatori | 74’ (rig.) Fleming |

| Arbitro: | Melissa Borjas |

|  |           |           |
|  | Marcatori | 46’ Rolfö |

### Finale 3º posto
| Arbitro: | Laura Fortunato |

|                                |           |                                  |
| Kerr 17’ Foord 54’ Gielnik 90’ | Marcatori | 8’, 21’ Rapinoe 45+1’, 51’ Lloyd |

### Finale
| Arbitro: | Anastasija Pustovojtova |

|                                                |                      |                                          |
| Blackstenius 34’                               | Marcatori            | 67’ (rig.) Fleming                       |
| Asllani Björn Schough Anvegård Seger Andersson | Tiri di rigore 2 – 3 | Fleming Lawrence Gilles Leon Rose Grosso |

## Classifica finale
| Pos | Squadre       |
| --- | ------------- |
|     | Canada        |
|     | Svezia        |
|     | Stati Uniti   |
| 4   | Australia     |
| 5   | Paesi Bassi   |
| 6   | Brasile       |
| 7   | Gran Bretagna |
| 8   | Giappone      |
| 9   | Zambia        |
| 10  | Cina          |
| 11  | Cile          |
| 12  | Nuova Zelanda |

## Statistiche

### Classifica marcatrici
10 reti
- Vivianne Miedema

6 reti
- Samantha Kerr
- Ellen White
- Barbara Banda (1 rig.)

5 reti
- Stina Blackstenius

4 reti
- Wang Shuang (1 rig.)
- Lieke Martens

3 reti
- Marta
- Lineth Beerensteyn

2 reti
- Andressa (1 rig.)
- Débinha
- Janine Beckie
- Jessie Fleming (2 rig.)
- Mina Tanaka
- Victoria Pelova
- Shanice van de Sanden
- Lina Hurtig
- Fridolina Rolfö
- Carli Lloyd
- Megan Rapinoe

1 rete
- Caitlin Foord
- Mary Fowler
- Emily Gielnik
- Alanna Kennedy
- Tameka Yallop
- Beatriz
- Ludmila
- Adriana Leon
- Christine Sinclair
- Karen Araya
- Wang Shanshan
- Wang Yanwen
- Mana Iwabuchi
- Betsy Hassett
- Gabi Rennie
- Dominique Janssen
- Jill Roord
- Lindsey Horan
- Rose Lavelle
- Samantha Mewis
- Alex Morgan
- Christen Press
- Lynn Williams
- Anna Anvegård
- Kosovare Asllani
- Magdalena Eriksson
- Madelen Janogy
- Fridolina Rolfö
- Racheal Kundananji

Autoreti
- Nichelle Prince (1, pro  Gran Bretagna)
- Abby Erceg (1, pro  Stati Uniti)
- Catherine Bott (1, pro  Stati Uniti)